# Anas eatoni
Anas eatoni là một loài chim trong họ Vịt.